# انتخابات ریاست‌جمهوری ایران (۱۳۸۰)
هشتمین دوره انتخابات ریاست‌جمهوری ایران، انتخاباتی بود که پس از یک دوره ریاست جمهوری سید محمد خاتمی برای تعیین رئیس‌جمهور بعدی در ۱۸ خرداد ۱۳۸۰ با حضور ۱۰ نامزد نهایی برگزار شد.
محمد خاتمی، احمد توکلی، علی شمخانی، عبدالله جاسبی، حسن غفوری فرد، منصور رضوی، شهاب الدین صدر، علی فلاحیان، مصطفی هاشمی‌طبا و محمود کاشانی نامزدهای این دوره از انتخابات بودند.
سید محمد خاتمی با کسب ۲۱ میلیون و ۶۵۹ هزار و ۵۳ رای از مجموع ۲۸ میلیون و ۸۱ هزار و ۹۳۰ رای ماخوذه برای دومین بار به ریاست جمهوری انتخاب شد. احمد توکلی با کسب حدود چهار و نیم میلیون رای نفر دوم شد. علی شمخانی با کسب حدود هفتصد هزار رای نفر سوم شد. هفت نفر دیگر آرایی کمتر از تعداد آرای باطله داشتند. در این دوره از انتخابات بخش تبلیغات تلویزیونی به بخش تبلیغات نامزد ها اضافه شد. 
در ۱۱ مرداد ۱۳۸۰ مراسم تنفیذ حکم ریاست جمهوری توسط  خامنه‌ای برگزار شد.

## قبل از انتخابات
این انتخابات در فضای پر فراز و نشیب پس از سال ۱۳۷۶ تا انتخابات هشتمین دوره ریاست جمهوری انجام شد که با حوادث سیاسی مختلفی چون قتل‌های زنجیره‌ای، حادثه کوی دانشگاه و ترور سعید حجاریان همراه بود.
بنا به روایت هاشمی رفسنجانی : طیفی از اصلاح طلبان خواستار عبور از خاتمی به دلیل عقب ماندن از مطالبات تندتر اصلاحات بودند. انتقادات مکرر اصلاح‌طلبان به خاتمی تا آنجا بود که یکی از بحث‌های روز آن مطبوعات بحث بر این سؤال بود که "آیا خاتمی خواهد آمد؟". گزارشهایی از مخالفت با نامزدی دوباره خاتمی هم از سوی طیف محافظه‌کار و هم از طیف مقابل به گوش می‌خورد. به عنوان مثال غلامحسین کرباسچی دبیر کل وقت حزب کارگزاران سازندگی در جلسه شورای راهبردی دوم خرداد در ۱۳ اسفند ۱۳۷۹، با نامزد شدن دوباره آقای خاتمی با این عنوان که «این وضع به ضرر انقلاب است» مخالفت کرده بود. حسن خلیلیان، مشاور وقت وزیر کشور، به هاشمی رفسنجانی از ملاقات خود با مراجع قم گزارش داد که در آن به گفته خلیلیان نظر اکثریت مراجع بر این بود که خاتمی بهتر است نامزد نشود و اینکه خلیلیان نظر مراجع را به خاتمی رسانده‌است. به گواهی هاشمی رفسنجانی، در جلسه‌ای با حضور واعظ طبسی، احمد جنتی، ناطق نوری، دری نجف‌آبادی و محمد علی موحدی کرمانی قرار بر این شد که اگر خاتمی نامزد نشود، جناح روحانیت مبارز نامزدی برای انتخابات ریاست جمهوری پیش‌رو داشته باشد. حسن روحانی دبیر وقت شورای عالی امنیت ملی به خاتمی شخصا متذکر می‌گردد که «مصلحت نیست که مجدد نامزد شود، چون تاکنون نتوانسته کار مهمی انجام دهد و در دوره آینده وضع بدتر است.»

## رقابت‌های انتخاباتی
خاتمی در حین ثبت نام در برابر خبرنگاران، با «چشمانی گریان» ظاهر شد و اطمینان داد که بر عهد پیشین خود با مردم پابرجاست. وی در حین صحبت‌هایش چندین بار به‌خاطر بغض در گلویش و اشک در چشمانش سخنانش قطع شد. وی در پایان بیت شعری خواند: «در عاشقی گریز نباشد ز سوز و ساز/ استاده‌ام چو شمع، مترسان ز آتشم». بعدها از این بخش از ثبت نامش در تبلیغاتش بسیار استفاده شد. برخی معتقدند نحوهٔ حضور وی در روز ثبت نام تأثیر زیادی بر جلب رای مردم به وی داشت.
غالب ستادهای انتخاباتی خاتمی به حزب جبهه مشارکت ایران اسلامی که برادرش رضا خاتمی دبیرکلی آن را برعهده داشت واگذار شد. شعارهایی از جمله «عدم کفایت اختیارات رئیس‌جمهور» و «تبدیل انتخابات به همه‌پرسی» توسط هواداران خاتمی استفاده می‌شد. برنامه‌های تبلیغاتی ستاد خاتمی و فعالیت‌های رسانه‌ای کمک زیادی به خاتمی کرد.
رقیب اصلی خاتمی، احمد توکلی بود. وی به نقدهای تندو تیز به دولت خاتمی می‌پرداخت. توکلی با ارائه نظریه‌ای با عنوان «جمهوری دوم» و با شعار «دولت پاک برای ملت پاک» وارد رقابت انتخاباتی شد.
شعارهای توکلی بیشتر بر محورهای اقتصادی استوار بود. وی در مصاحبه با روزنامه سیاست روز در بیان علت کاندیداتوری خود گفت: «چون اصلاح اقتصاد همت و جرأت لازم دارد.» برنامه‌های وی «برون‌رفت از معضلات اقتصادی»، «راه اندازی تولید»، «کاهش نابرابری»، «کاهش و منطقه‌سازی نقش‌های دولت» و «مقابله با فساد و تبعیض» عنوان شد. او ارکان جمهوری دوم خود را «عقلانیت و عدالت» معرفی می‌کرد.
نامزد دیگر این دوره که توانست پس از توکلی بیشترین آرا را کسب کند، علی شمخانی بود که از درون کابینه خاتمی به رقابت وارد شده بود. شعار وی «دولت اقدام ملی» بود. شمخانی در مصاحبهٔ خود با سیاست روز حرکت در مسیر جبهه دوم خرداد را بیش از آنکه برای توسعه حیات اجتماعی بداند، در جهت پسروی خواند، از سوی دیگر شعار دوم خود را «امنیت و اصلاحات» قرار داد و در کنار آن از پیشبرد اصلاحات در تراکت‌های تبلیغاتی خود سخن می‌گفت. وی توانست ۷۰۰ هزار رأی کسب کند که به عقیده برخی بیشتر به اقوام عرب‌زبان به خاطر تمرکز او بر روی آن منطقه اختصاص داشت.
چهارمین نامزد عبدالله جاسبی بود. جاسبی از سال ۱۳۶۱ ریاست دانشگاه آزاد بر عهده داشت. او نسبت به ۸ سال پیش، بیش از یک میلیون و ۲۰۰ هزار ریزش رأی داشت.
شعار جاسبی «دانایی، توانایی» بود. وی از عملکرد خود در دانشگاه آزاد به عنوان قسمتی از تبلیغات خود استفاده کرد. بسیاری از عوامل ستادهای انتخاباتی وی اساتید و کارمندان دانشگاه آزاد بودند.
محمود کاشانی،  حسن غفوری فرد، مهندس سید منصور رضوی،  سید شهاب‌الدین صدر و علی فلاحیان (به ترتیب اخذ رای) از کاندیداهای دیگر بودند که همگی خود را در اردوی مخالفان دوم خرداد می‌دانستند. سید مصطفی هاشمی‌طبا نامزد دیگر بود که از کابینه خاتمی به رقابت وارد شد. وی با کسب ۲۸۰۹۰ هزار رأی نفر آخر شد.
جامعه مدرسین حوزه علمیه قم، جامعه روحانیت و تشکل‌های همسو با آنها سکوت اختیار کردند. اغلب تشکل‌های راست‌گرایان به دعوت مردم به شرکت در انتخابات اکتفا کردند.
در برابر فعالیت‌های ضعیف نامزدها، ستادهای انتخاباتی خاتمی فعالیت زیادی داشتند. محسن امین‌زاده ریاست ستاد انتخاباتی خاتمی را بر عهده داشت. رئیس ستاد انتخاباتی جبهه دوم خرداد در گزارش عملکرد آن، از «برپایی ۸۴۰۰ ستاد انتخاباتی، سازماندهی ۱۶۰۰ جلسه سخنرانی، حدود ۶۰۰۰ همایش، انتشار ۷ و نیم میلیون پوستر و تراکت» خبر داد. طبق برآورد مطبوعات آن زمان، این حجم تبلیغات رقمی بیش از ۱۲ میلیارد تومان را شامل می‌شد. تبلیغات دیگر ستادهای تبلیغاتی خاتمی از جمله شامل توزیع اقلامی همچون هزاران نسخه CD فیلم تبلیغاتی خاتمی با عنوان «اشک نخل» می‌شد. فیلم انتخاباتی خاتمی توسط بهروز افخمی با عنوان «استاده‌ام چو شمع» ساخته شد که از سیمای جمهوری اسلامی در زمان تبلیغات نامزدها پخش شد.
روزنامه همبستگی از روزنامه‌های اصلاح طلب، با توجه به رد صلاحیت ابراهیم اصغرزاده و عدم پیگیری خاتمی برای تأیید صلاحیت وی، رفتار انتخاباتی اصلاح‌طلبان را بر اساس بهره‌گیری از جنبش‌های پوپولیستی توصیف کرد. این روزنامه از اینکه اصلاح طلبان با «میدان دادن به شور اجتماعی، شعور اجتماعی را تعطیل کردند» و با طرح شعارهایی همچون «یاس را پاس بداریم» و «سیمرغ جهانیم اگر چند جوانیم» عرصه را بر نقد عملکرد دولت بستند، به شدت انتقاد کرد.

## آمار و نتایج
در این انتخابات ۸۱۴ نفر ثبت نام کردند و ۱۰ نامزد تأیید صلاحیت شدند. واجدین شرایط بیش از ۴۲ میلیون نفر بودند که حدود ۲۸ میلیون نفر آنها در انتخابات شرکت کردند.
خاتمی با ۲۱ میلیون رأی، حدود ۷۷ درصد آرای شرکت‌کنندگان و ۵۰ درصد آرای کل واجدین شرایط را به دست آورد. وی در دوره اول خود توانسته بود با کسب نزدیک به ۲۰ میلیون رأی، ۶۹ درصد آرای شرکت‌کنندگان و ۵۵ درصد آرای کل واجدین شرایط را به دست آورد. نکته جالب این بود که سید محمد خاتمی اهل استان یزد است و بیشترین درصد آرای وی از استان یزد با بیش از 89 درصد آرا بود.
| سید محمد خاتمی | ۲۱٬۶۵۴٬۴۷۶ | ۷۷   |
| احمد توکلی     | ۴٬۳۹۳٬۵۴۴  | ۱۵٫۶ |
| علی شمخانی     | ۷۳۷٬۹۶۲    | ۲٫۶۲ |
| عبدالله جاسبی  | ۲۶۰٬۰۸۲    | ۰٫۹۲ |
| محمود کاشانی   | ۲۳۵٬۳۶۳    | ۰٫۸۴ |
| حسن غفوری فرد  | ۱۲۹٬۲۲۲    | ۰٫۴۶ |
| منصور رضوی     | ۱۱۴٬۳۲۷    | ۰٫۴۱ |
| شهاب الدین صدر | ۵۹٬۶۴۶     | ۰٫۲۰ |
| علی فلاحیان    | ۵۵٬۱۷۶     | ۰٫۲۰ |
| مصطفی هاشمی‌طبا | ۲۸٬۰۹۰     | ۰٫۱۰ |
| تعداد کل آرا   | ۲۸٫۰۸۱٫۹۳۰ | ۱۰۰  |
| منبع:          |            |      |

## میزان مشارکت
| استان                     | رای‌دهندگان | میزان مشارکت |
| ------------------------- | ---------- | ------------ |
| استان اردبیل              | ۸۰۶٬۶۵۶    | ۵۸٪          |
| استان آذربایجان شرقی      | ۲٬۴۳۹٬۴۴۶  | ۵۳٫۰۷٪       |
| استان آذربایجان غربی      | ۱٬۷۲۶٬۹۸۷  | ۵۶٫۴۱٪       |
| استان بوشهر               | ۵۱۲٬۳۸۲    | ۷۱٫۲۶٪       |
| استان اصفهان              | ۲٬۸۵۲٬۸۸۲  | ۶۰٫۸۴٪       |
| استان فارس                | ۲٬۶۷۶٬۴۳۱  | ۶۸٫۰۶٪       |
| استان گیلان               | ۱٬۶۸۵٬۱۷۳  | ۶۵٫۱۲٪       |
| استان گلستان              | ۹۶۴٬۰۴۲    | ۷۵٫۳٪        |
| استان همدان               | ۱٬۱۷۹٬۲۳۷  | ۶۳٫۰۴٪       |
| استان هرمزگان             | ۶۹۵٬۱۸۲    | ۷۶٫۲۹٪       |
| استان ایلام               | ۳۲۵٬۲۲۴    | ۷۷٫۱٪        |
| استان کرمان               | ۱٬۴۱۱٬۵۵۵  | ۷۰٫۷۳٪       |
| استان کرمانشاه            | ۱٬۲۴۳٬۱۲۸  | ۶۳٫۶٪        |
| استان خراسان              | ۴٬۱۲۹٬۹۳۶  | ۷۵٫۶۶٪       |
| استان خوزستان             | ۲٬۴۸۷٬۱۳۶  | ۵۹٫۳٪        |
| استان کهگیلویه و بویراحمد | ۳۵۳٬۰۵۴    | ۷۶٫۵۹٪       |
| استان کردستان             | ۹۱۰٬۳۶۴    | ۵۳٫۴۵٪       |
| استان لرستان              | ۱٬۰۸۰٬۷۶۳  | ۶۵٫۰۴٪       |
| استان مرکزی               | ۸۸۳٬۹۷۹    | ۶۳٫۹۲٪       |
| استان مازندران            | ۱٬۹۰۰٬۲۴۶  | ۶۸٫۵۵٪       |
| استان قزوین               | ۶۷۰٬۶۱۴    | ۷۴٫۷٪        |
| استان قم                  | ۵۵۵٬۹۴۴    | ۷۶٫۹۹٪       |
| استان سمنان               | ۳۶۶٬۴۲۷    | ۷۸٫۰۴٪       |
| استان سیستان و بلوچستان   | ۱٬۰۰۱٬۵۹۶  | ۷۰٫۱۳٪       |
| استان تهران               | ۷٬۶۴۳٬۴۷۱  | ۶۸٫۰۶٪       |
| استان یزد                 | ۵۲۵٬۹۸۱    | ۸۹٫۱۶٪       |
| استان زنجان               | ۶۲۳٬۴۶۴    | ۶۸٫۸۷٪       |

## تنفیذ حکم ریاست جمهوری
تنفیذ حکم ریاست جمهوری سید محمد خاتمی در ۱۲ مرداد ۸۰ در حسینیهٔ امام خمینی توسط رهبر جمهوری اسلامی انجام شد. خامنه‌ای در مراسم تنفیذ وی در ۱۱ مرداد از جمله بیان داشت: «رئیس‌جمهور محترم را به یاد خدا و اغتنام فرصت زودگذر و اخلاص در عمل توصیه می‌کنم؛ و قدردانی از ملت، و مراقبت از منافع ملی، و اولویت دادن به نیاز قشرهای مستضعف، و گرامی شمردن ارزش‌های والای دین و انقلاب را به ایشان متذکّر می‌گردم.» وی همچنین گفت: «به اعتقاد من، امروز قوی‌ترین کار این است که به مسائل اقتصادی و مسئله معیشت و در رأس همه، مسئله اشتغال به جدیت پرداخته شود.»